# Foreign Policy
Foreign Policy es una revista bimestral estadounidense sobre política internacional y temas globales. Existe una edición en español bajo el nombre de Foreign Policy en español.

## Historia
Foreign Policy fue fundada en 1970 por Samuel P. Huntington y Warren Demian Manshel como una revista trimestral. Bajo la dirección de su redactor jefe Moisés Naím y durante el periodo 1996-2009, Foreign Policy pasó de ser una publicación académica a convertirse en una revista bimestral orientada al público general. 
El 29 de septiembre de 2008, Washington Post Co. anunció la compra de Foreign Policy a Carnegie Endowment for International Peace, y desde 2009, la publicación se encuentra bajo la dirección de su editor jefe Susan Glasser. En mayo de 2009 la publicación realizó una importante remodelación de su sitio web.

## Temática y contenidos
La revista se ocupa de temas de política internacional, relaciones internacionales, economía, entre otros. 
Foreign Policy publica anualmente el "Índice de Globalización", y el "Índice de Estados Fallidos".

## Firmas
Entre los colaboradores habituales de Foreign Policy se encuentran Tom Ricks (periodista militar ganador de un premio Pulitzer), así como David E. Hoffman, Colum Lynch, Stephen Walt, Daniel W. Drezner.

## Ediciones locales
Se publican ediciones locales de Foreign Policy en albanés, árabe, español, búlgaro, coreano, portugués y rumano. La Fundación para las Relaciones Internacionales y el Diálogo Exterior (FRIDE) (think tank especializado en las relaciones internacionales en el ámbito europeo, cerrado en 2015) se ocupaba de la publicación de la versión española, Foreign Policy en español, desde el año 2004 hasta el año 2013.